# The Seagull
Pour plus de détails, voir Fiche technique et Distribution.
The Seagull est un film américain réalisé par Michael Mayer, sorti en 2018.

## Synopsis
Au début des années 1900, en Russie, une actrice vieillissante nommée Irina Arkadina rend visite chaque été à son frère Pjotr Nikolayevich Sorin et à son fils Konstantin dans leur propriété à la campagne.

## Fiche technique
- Titre : The Seagull
- Réalisation : Michael Mayer
- Scénario : Stephen Karam d'après la pièce de théâtre La Mouette d’Anton Tchekhov.
- Musique : Nico Muhly et Anton Sanko
- Photographie : Matthew J. Lloyd
- Montage : Annette Davey
- Production : Jay Franke, David Herro, Tom Hulce, Robert Salerno et Leslie Urdang
- Société de production : KGB Media et Mar-Key Pictures
- Société de distribution : Sony Pictures Classics (États-Unis)
- Pays :  États-Unis
- Genre : Comédie dramatique et romance
- Durée : 98 minutes
- Dates de sortie : 
  -  États-Unis : 11 mai 2018
  -  France : 28 novembre 2021

## Distribution
- Annette Bening : Irina
- Corey Stoll : Boris
- Glenn Fleshler : Shamrayev
- Billy Howle : Konstantin
- Brian Dennehy : Sorin
- Elisabeth Moss : Masha
- Mare Winningham : Polina
- Jon Tenney : Doctor Dorn
- Michael Zegen : Medvedenko
- Saoirse Ronan : Nina
- Ben Thompson : Yakov
- Angela Pietropinto : la servante d'Irina
- Barbara Tirrell : Olga
- Elsie Brechbiel : Natalia
- Pippa Pearthree : Eugenie
- Thomas Hettrick : Ivan
- Paul Krisikos : Sasha
- Ramona Wright : Sonya

## Accueil
Le film a reçu un accueil mitigé de la critique. Il obtient un score moyen de 58 % sur Metacritic.